# پالایشگاه نفت بهشهر

نمایی از یک پالایشگاه

پالایشگاه نفت بهشهر از جمله مصوبات سفر استانی محمود احمدی نژاد به مازندران است که نزدیکی آن به تالاب میانکاله نگرانی‌های عمده‌ای پیرامون نابودی محیط زیست ایجاد کرده‌است.